# لوك كامبل (واثب حواجز)
لوك كامبل (بالألمانية: Luke Campbell؛ بالإنجليزية: Luke Campbell) هو واثب حواجز ‏ أمريكي وألماني، ولد في 22 نوفمبر 1994 في ميشيده في ألمانيا.

## وصلات خارجية
- لوك كامبل على موقع الاتحاد الدولي لألعاب القوى (الإنجليزية)
- لوك كامبل على موقع أوليمبيديا (الإنجليزية)